# Hulste
Hulste é uma vila e deelgemeente belga do município de Harelbeke, província de Flandres Ocidental. Em 2006 tinha 3.417 habitantes e uma superfície de 7,86 km².